# Murciélago (heráldica)

Cimera del murciélago, conocida como Ratpenat, de uso muy extendido en los territorios de la antigua Corona de Aragón.

Cimera del Rey de Aragón, instituida por Pedro IV el Ceremonioso.

El murciélago es una figura heráldica frecuente en los blasones de la antigua Corona de Aragón. Aparece mayoritariamente en la parte superior, sobre la corona.

## Origen
El origen más verosímil de este animal como símbolo radica en la «vibra» o dragón de la cimera del Rey de Aragón Pedro el Ceremonioso. La «vibra» era un dragón que antes coronaba los escudos de algunas ciudades importantes de la Corona de Aragón, como Palma de Mallorca, Valencia y Barcelona. Con el paso del tiempo la antigua víbora se llegó a identificar con un murciélago y tomó también la forma. El uso del murciélago en sustitución del dragón empezó hacia el siglo XVII y se impuso plenamente durante el siglo XIX.
Hay una leyenda basada en el Llibre dels feits que dice que el murciélago fue popularizado por el rey Jaime I el Conquistador y que conmemora a un murciélago que evitó un descalabro de la Corona de Aragón cerca de Burriana y permitió la conquista de Valencia. Esta leyenda es parecida a otra mallorquina, según la cual el rey protegió a un murciélago que se encontraba dentro de la primera mezquita consagrada como iglesia de la ciudad de Mallorca, la actual iglesia de San Miguel.

## Uso heráldico

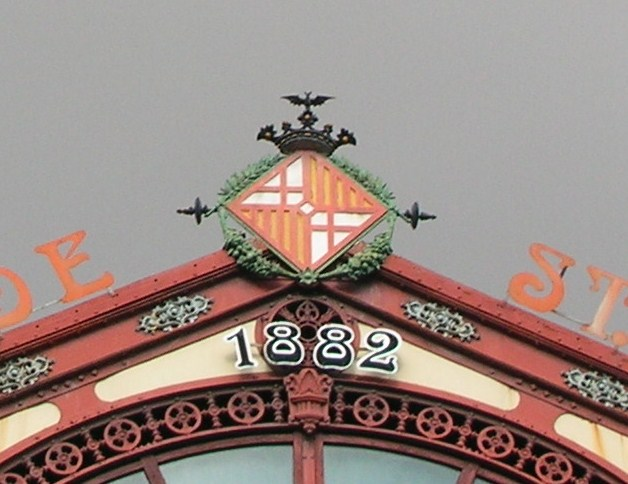
Escudo de Barcelona hasta 1882.

En la Comunidad Valenciana, el murciélago es uno de los emblemas de la ciudad de Valencia, donde es oficial desde el siglo XVII. Aparece en todos los impresos oficiales y corona el escudo de esta ciudad.
En las Islas Baleares el murciélago se encuentra encima del escudo de la ciudad de Palma de Mallorca, procedente del sello otorgado por Jaime I a los prohombres de Mallorca el año 1269, concesión confirmada por Sancho I de Mallorca el año 1312. El Ayuntamiento de Palma tiene un escudo con pequeñas diferencias, y ha adaptado el escudo en su imagen corporativa. Este escudo lleva el murciélago del mismo color que la corona, dorada.
En Cataluña el murciélago también forma parte de los elementos heráldicos de los antiguos emblemas de la ciudad de Barcelona. Este animal se puede ver en escudos antiguos de la ciudad encima de una corona. El animal aparecía en el Diario del Gobierno de Cataluña y de Barcelona (1810), donde se mantuvo durante parte del siglo XX, sin el casco. También la antigua insignia del cuerpo de bomberos de Barcelona lucía este elemento heráldico. 
En Aragón, el escudo de la ciudad de Teruel también lucía un murciélago encima de la corona, que conmemoraba la participación de los habitantes de esta ciudad en la conquista de Valencia, pero desapareció del blasón en el siglo XIX sin razones claras.
En la heráldica municipal de la Franja de Aragón el murciélago aparece en el escudo de la ciudad de Fraga bajo la corona. Hay algunos otros municipios que también hacen uso del símbolo del murciélago, como Catarroja y Novallas.

Escudo de Palma de Mallorca.

Fuera de estos territorios el murciélago, o "ratpenat", también figura como símbolo heráldico, aunque que mucho más raramente. Hay que mencionar el escudo de Albacete, el de Munera, el de Montchauvet, en Francia, el de Fiefbergen, en Alemania y, fuera ya del continente europeo, el de Pácora y el de Santa Fe de Antioquia, concedido a la ciudad en 1545 por Carlos I de España y su madre Juana I de Castilla al mariscal Jorge Robledo.

## Otros usos
El murciélago se encuentra también en algunos escudos de organizaciones deportivas, como el escudo del Valencia Club de Fútbol, el Levante Unión Deportiva, el Club Deportivo Alcoyano, el Albacete Balompié, el Club de Baloncesto de Benimaclet y el Club Deportivo Rafael Altamira de Chirivella. También figura en los escudos de la mayoría de asociaciones falleras de Valencia. Aparte de estos hay un murciélago en medio de la bandera del Real Club Náutico de Valencia.
El nombre de la asociación cultural Lo Rat Penat («el murciélago») está basado en este animal heráldico. Fue fundada en 1878 por iniciativa de Constantí Llombart, Teodoro Llorente y Félix Pizcueta, con la intención de defender la cultura y lengua valencianas e impulsar un movimiento parecido al de la Renaixença en la región.
Lo Rat Penat. Periódich Lliterari Quincenal' fue un diario literario quincenal publicado a los años 1884 y 1885. Estaba redactado por escritores valencianos, de Mallorca y de Cataluña.
El IX escuadrón de bombarderos de la Royal Air Force luce en su insignia un murciélago con el lema «Per noctem volamus» (Volamos por la noche); fue adoptada en 1917 y recibió aprobación real por parte de Eduardo VIII el año 1936. También incluye un murciélago el símbolo del 488.º escuadrón de inteligencia de la Fuerza Aérea de los Estados Unidos. y de las Fuerzas especiales del Directorio Principal del Alto Estado Mayor de las Fuerzas Armadas de la Federación de Rusia.

## Galería

Escudo de Valencia.
Escudo de Fraga.
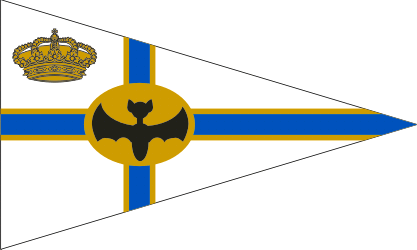
Bandera del Real Club Náutico de Valencia.
Escudo de Novallas.
Escudo de Albacete.
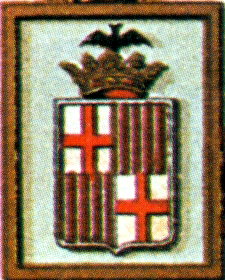
Escudo de Barcelona en 1879.
Escudo de Munera.
Escudo de Catarroja.
Escudo de Fiefbergen.
Escudo de Pácora.
Escudo de Santa Fe de Antioquia.
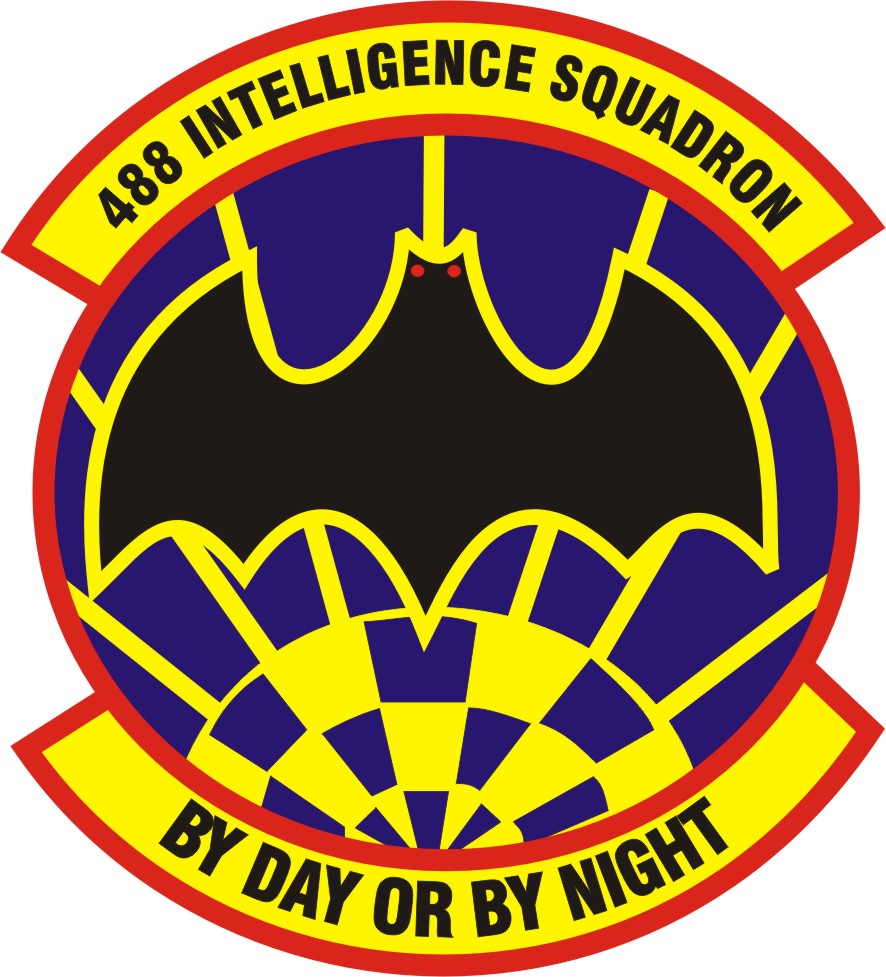
488.º escuadrón de inteligencia de la Fuerza Aérea de los Estados Unidos.
Escudo del Batallón de Inteligencia (Noruega).
Fuerzas especiales del GRU.
Escudo de Montchauvet (Francia).
Cantón de Tibás (Costa Rica).